# سرحان سرحان
سِرحان بـِشاره سِرحان (عربی: سرحان بشارة سرحان؛ زادهٔ ۱۹ مارس ۱۹۴۴) یک مرد فلسطینی-اردنی است که به ترور و قتل نامزد ریاست جمهوری رابرت اف. کندی ۵ ژوئن ۱۹۶۸ محکوم شد. او رابرت اف. کندی، سناتور ایالت نیویورک و برادر کوچک‌تر جان اف کندی، رئیس‌جمهور فقید ایالات متحده آمریکا، را در هتل سفیر در لس آنجلس با تیراندازی ترور کرد. کندی روز بعد در بیمارستان گود سامریتان درگذشت.

## زندگی‌نامه

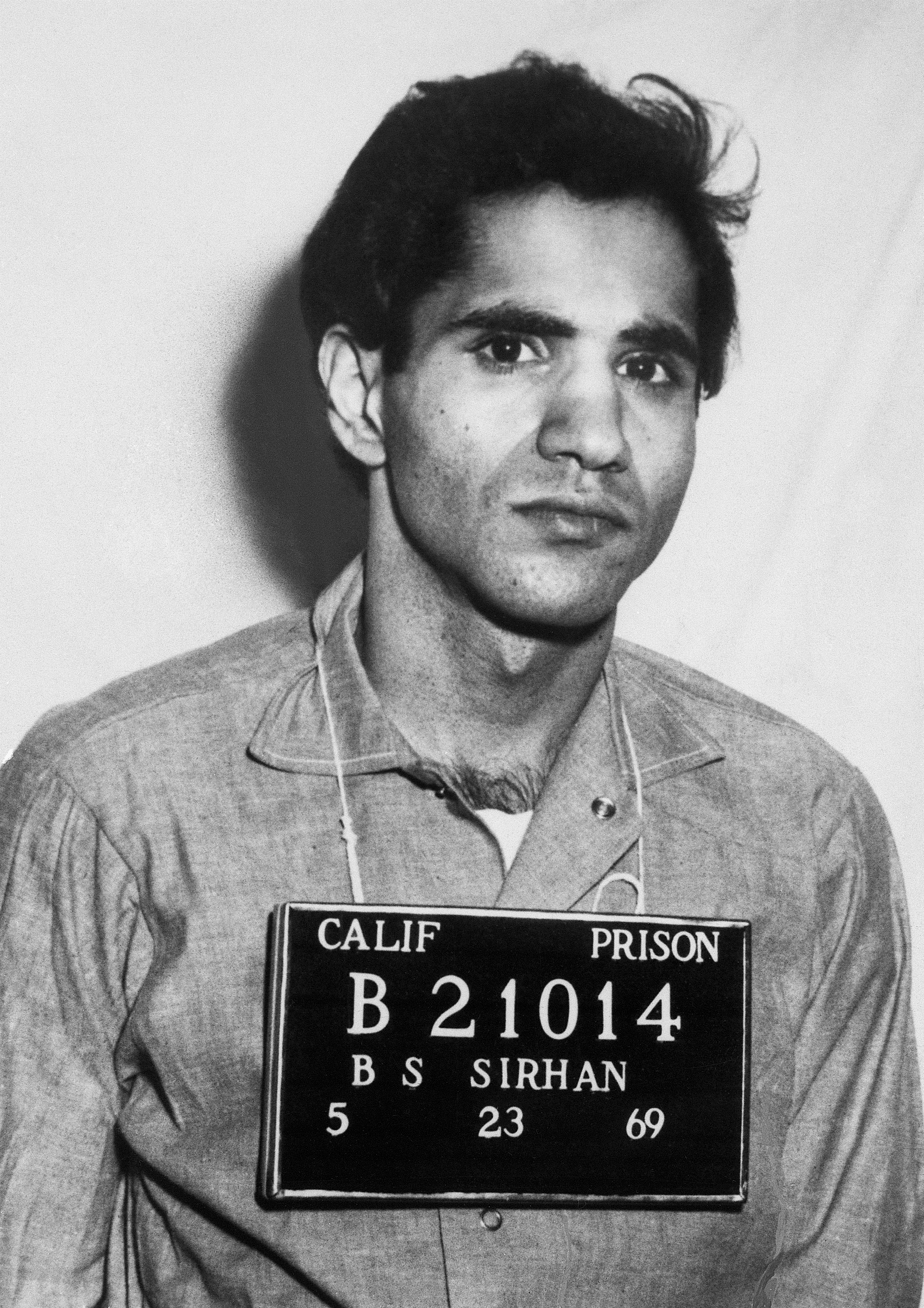
عکس سرحان پس از محکومیت

سرحان در یک خانواده مسیحی عرب در اورشلیم به دنیا آمد، آنجا در مدرسه لوتری تحصیل کرد. در سال ۱۹۸۹، او به دیوید فراست گفت: «تنها مشکل من با رابرت کندی، حمایت زیاد او از اسرائیل و تلاش عمدی او برای فرستادن آن ۵۰ جت جنگنده به اسرائیل بود تا به فلسطینیان آسیب برساند.» برخی از محققان معتقدند که این ترور اولین حادثه بزرگ خشونت‌آمیز سیاسی در ایالات متحده بود که ناشی از درگیری فلسطین و اسرائیل در خاورمیانه بود.
سرحان به قتل محکوم شد و در حال گذراندن حبس ابد در مرکز اصلاح و تربیت ریچارد جی. دونوان در شهرستان سن دیگو، کالیفرنیا است. در ۲۷ اوت ۲۰۲۱، پس از سال‌ها محرومیت از آزادی مشروط، توسط هیئت دو نفره هیئت آزادی مشروط کالیفرنیا به او آزادی مشروط اعطا شد. دادستان‌ها از مشارکت یا مخالفت با آزادی او بر اساس سیاست دادستان ناحیه لس آنجلس، جورج گاسکون، خودداری کردند. در ۱۳ ژانویه ۲۰۲۲، فرماندار گاوین نیوسام از آزادی مشروط سیرهان جلوگیری کرد. او دوباره در ۱ مارس ۲۰۲۳ از آزادی مشروط محروم شد.